# Argyrophylax albincisa
Argyrophylax albincisa là một loài ruồi trong họ Tachinidae.